# Bernard Lacombe
Bernard Lacombe (Lyon, 15 de agosto de 1952 – 17 de junho de 2025) foi um futebolista profissional francês.  Jogou como atacante, principalmente no Lyon, Bordeaux e Saint-Étienne e na seleção da França.

## Carreira
Ele competiu na Copa do Mundo FIFA de 1978, sediada na Argentina, na qual a seleção de seu país terminou na 12º colocação dentre os 16 participantes.

## Títulos
Lyon
- Copa da França: 1972–73
- Supercopa da França: 1973

Bordeaux
- Campeonato Francês:1983–84, 1984–85 e 1986–87
- Copa da França: 1985–86 e 1986–87
- Supercopa da França: 1986

Seleção Francesa
- Eurocopa: 1984